# 15597 Piotrlazarek
15597 Piotrlazarek è un asteroide della fascia principale. Scoperto nel 2000, presenta un'orbita caratterizzata da un semiasse maggiore pari a 2,842885 UA e da un'eccentricità di 0,041323, inclinata di 2,361862° rispetto all'eclittica.